# Julius Caesar (juge)
Pour les articles homonymes, voir Caesar.
Sir Jules César (1557 ou 1558 - 18 avril 1636) est un avocat, juge et homme politique anglais qui siégea à la Chambre des communes à plusieurs reprises entre 1589 et 1622. Il était également connu sous le nom de Julius Adelmare.

## Jeunesse et études
César est né près de Tottenham dans le Middlesex. Il est le fils de Cesare Adelmare, médecin des reines Mary I et Elizabeth I d'Angleterre, et de son épouse, Margery Perient (décédée vers 1583). Cesare Adelmare était originaire de Trévise, en Italie, et était diplômé de l'Université de Padoue, comme son père Pietro Maria, juge et ambassadeur de Trévise.
Jules César a été baptisé en février 1558 à l'église St. Dustan's-in-the-East. Ses parrains et marraines ont été William Paulet, premier marquis de Winchester. Le comte d'Arundel. Et enfin Magdalen Dacre, Lady Montagu, qui représentait la reine.
Après le décès de Cesare Adelmare, la mère de Jules César a épousé le marchand Michael Lok.
Il a peut-être fait ses études au Winchester College et s'est inscrit à Magdalen Hall, Oxford, le 10 janvier 1575, à l'âge de 16 ans, puis à la Faculté de droit de Paris ( Université de Paris ).

## Carrière
César a eu une carrière bien remplie. En octobre 1581 il est commissaire général à la piraterie. En 1583, il est conseiller de la ville de Londres et commissaire de son ami John Aylmer, évêque de Londres dans le Middlesex, le Hertfordshire et l'Essex. Le 5 mars 1584, il obtient un diplôme en droit à Oxford et devient docteur en droit canonique. En 1584, il est nommé juge de la Haute Cour d'Amirauté jusqu'en 1605 et fut avocat des Doctors' Commons en 1586. En 1588, il devient maître en chancellerie. Il fut élu député de Reigate en 1589. Il devint conseiller du Temple intérieur en 1590 et fut maître des requêtes extraordinaires de la Cour des requêtes en 1591. Il devint JP à partir de 1592 et fut gouverneur des usines minières et des batteries en 1593. Également en 1593, il fut élu député de Bletchingley . Il était trésorier du Temple Intérieur en 1593. Il devint maître des requêtes ordinaires de la Cour des requêtes en 1595 et maître de l'hôpital St Katherine en 1596. En 1597, il fut élu député de Windsor et réélu député de Windsor en 1601.
Sous le règne du roi Jacques, César acquit de vastes propriétés, notamment dans le Hertfordshire, et vit son influence politique croître. Il fut fait chevalier à Greenwich par le roi Jacques en mai 1603. Il devint également commissaire ecclésiastique de la province de Cantorbéry en 1603. En 1606, il fut élu député de Middlesex . Il fut chancelier et sous-trésorier de l'Échiquier de 1606 à 1614. En 1607, il fut nommé au Conseil privé. En 1614, il fut nommé maître des rôles, fonction qu'il occupa jusqu'à sa mort en 1636. Il fut réélu député de Middlesex en 1614. En 1621, il devint premier commissaire au grand sceau et fut élu député de Maldon. Il fut commissaire chargé d'enquêter sur le fonctionnement de la loi sur les pauvres de 1631 à 1633.

## Vie privée
Caesar a eu trois épouses : 
- Dorcas Lusher (1561 – 16 juin 1595), veuve de Richard Lusher et fille de Sir Richard Martin, maire de Londres, avec qui il a eu quatre fils et une fille.
- Alice Dent (juin 1569 – 23 mai 1614), qu'il épouse le 10 avril 1596 et qui était veuve de John Dent. Ils ont eu trois enfants.
- Anne Hogan, veuve de Henry Hogan et avant lui de William Hungate, et petite-fille de Nicholas Bacon et nièce de Francis Bacon.

Parmi ses enfants :
- Julius Caesar (14 février 1587 – 8 janvier 1607), qui a été envoyé faire ses études à Padoue, où il est mort au cours d'un duel
- Sir Charles Caesar (27 janvier 1590 – 6 décembre 1642), membre du parlement
- Sir John Caesar (20 octobre 1597 – 23 mai 1647), fait chevalier en Écosse le 20 juin 1617
- Thomas Caesar (17 mars 1601 – 1633), recteur de Llanrhuddlad Anglesey, au Pays de Galles
- Robert Caesar (9 octobre 1602 – 27 octobre 1637), membre du parlement